# 夏佩爾
夏佩爾，文字與影像創作者，電影《共犯》原著&編劇。台灣電影與電視編劇、作家、製作人、導演。淡江大學中文系畢業；現從事小說、劇本及影片創作。出版過多部小說作品，亦曾獲得國內許多文學獎與劇本獎肯定。2002年加入X工作坊，挑戰各種類型片創作，包括恐怖懸疑、愛情喜劇、科幻奇幻等類型，亦曾在多項影展中得到迴響。作品類型不拘，故事題材多元，作品涵蓋科幻、奇幻、驚悚、愛情、推理等小說類型。

## 編劇作品節錄

### 電影
2016《愛情大數據》
2014《共犯》
2011《消失打看》 （页面存档备份，存于）

### 電視電影
2019 華視《我的阿北同學》
2017 公視新創電影《廉價勞工》 （页面存档备份，存于）
2009 緯來電影台《風林火山》
2008 緯來電影台《戲班遇到鬼》

### 電視劇
2018《非私不可咖啡館》
2015 中視、湖南衛視《七個朋友》
2010 三立都會台《偷心大聖P.S男》
2007 中視、八大電視台《18禁不禁》
2005 東森綜合台《好美麗診所》
2004 衛視中文台《魔界刂》
2004 東森戲劇台《我的寵物老公》
2004 東風電視台《家有菲菲》

### 網劇
2017《鍵盤蒐奇館 X》

## 小說作品節錄
2018《惡徒》(印刻出版)
2014《共犯》(遠流出版)
2014《巷弄裡的那家書店》(遠流出版)
2010《獵頭》(蓋亞出版)
2010《獵豔》(大田出版)
2006《惡魔腳本》(春天出版)
2005《殺人上癮》(小知堂出版)
2005《波西米亞公寓》(春天出版)
2004《禁書人》(小知堂出版)
2004《打不死的愛情》(小知堂出版)
2004《當男人說一見鍾情》(時報文化出版)
2003《懷沙》(皇冠文化出版)

## 製片作品節錄

### 電視電影
2019 華視《我的阿北同學》製作人
2017 公視新創電影《廉價勞工》 （页面存档备份，存于）製作人

### 電視劇
2018《非私不可咖啡館》製作人

### 網劇
2017《鍵盤蒐奇館 X》製作人、導演

### 短片
2016《我與ETF的新同居時代》製作人
2014《大胃無雙》製作人、導演
2013《準時要命》製作人、導演
2012《我在平行世界等你》製作人、導演
2011《一百萬個孤獨》製作人、導演
2010《最遠距離的愛》製作人、導演
2009《DV偵探》製作人、導演
2008《幸福妄想症》導演
2008《薑皮客棧》導演
2007《巴比倫》導演
2006《極道攻略》製作人
2005《台北孤城》製作人
2003《十三頻道》製作人
2002《打不死的愛情》製作人

## 獎項紀錄
| 年份 | 競賽／影展                       | 獎項             | 作品                            | 結果 |
| ---- | -------------------------------- | ---------------- | ------------------------------- | ---- |
| 2002 | 倪匡科幻小說獎                   | 首獎             | 上帝競賽                        | 獲獎 |
| 2002 | 金馬獎數位短片競賽               | 觀眾票選獎       | 打不死的愛情                    | 獲獎 |
| 2002 | 兩岸三地愛情小說徵文             | 首獎             | 打不死的愛情                    | 獲獎 |
| 2002 | 女性影展                         |                  | 打不死的愛情                    |      |
| 2003 | 皇冠大眾小說獎                   |                  | 懷沙                            | 提名 |
| 2003 | 丁台影像獎                       | 總首獎           | 十三頻道                        | 獲獎 |
| 2005 | 可米瑞智百萬電視小說獎           | 第二名           | 波西米亞公寓                    | 獲獎 |
| 2007 | 三立電視我在159號HD電影          |                  | 巴比倫                          | 提名 |
| 2009 | 聯合文學打狗文學獎               | 電影劇本組推薦獎 | 現在，我很幸福                  | 獲獎 |
| 2009 | 4C數位創作競賽                   | 動畫劇本組優選   | 謀殺俱樂部                      | 獲獎 |
| 2011 | 青春未艾影展                     |                  | 一百萬個孤獨                    |      |
| 2012 | 全球華文文學星雲獎創作獎歷史小說 | 評審推薦佳作     | 劇神                            | 獲獎 |
| 2014 | 拍台北電影劇本獎                 | 銀劇本獎         | 共犯                            | 獲獎 |
| 2014 | 央視環球微電影盛典               | 最佳微電影優異獎 | 大胃無雙                        | 獲獎 |
| 2016 | 韓國富川奇幻影展電影創投計畫     |                  | 愛情大數據                      |      |
| 2016 | 優良電影劇本獎                   |                  | 愛情大數據                      | 提名 |
| 2016 | ETF微電影創作徵選                | 金質獎首獎       | 我與ETF的新同居時代             | 獲獎 |
| 2017 | 竹塹奧斯卡獎                     | 最佳影片獎       | 廉價勞工 （页面存档备份，存于） | 提名 |
| 2017 | 竹塹奧斯卡獎                     | 最佳創意表現獎   | 廉價勞工 （页面存档备份，存于） | 提名 |
| 2017 | 竹塹奧斯卡獎                     | 最佳男主角獎     | 廉價勞工 （页面存档备份，存于） | 提名 |
| 2017 | 竹塹奧斯卡獎                     | 最佳女主角獎     | 廉價勞工 （页面存档备份，存于） | 提名 |
| 2017 | 高雄電影節主題單元               |                  | 廉價勞工 （页面存档备份，存于） |      |
| 2017 | 韓國SHORT&THICK亞洲電影節        |                  | 廉價勞工 （页面存档备份，存于） |      |
| 2017 | 優良電影劇本獎                   |                  | 殺人維克托                      | 提名 |

## 外部連結
夏佩爾的神思領域 （页面存档备份，存于）
夏佩爾 （页面存档备份，存于）的Facebook專頁
夏佩爾在台灣作家作品名錄的簡介